# Зоркуль
Зоркуль — озеро на таджицько-афганському кордоні на стику гір Памір та Гіндукуш.
Його північна частина лежить в Таджикистані, південна - в Афганістані. 
Довжина озера 20 км, ширина 3,5 км. Площа поверхні 38,9 км².
З озера витікає річка Памір, яка далі служить кордоном між Таджикистаном та Афганістаном.
Хоча існує згадка про озеро в розповідях Марко Поло, першим з європейців, скоріш за все, озеро в 1838 році відвідав британський офіцер Джон Вуд, який назвав його «Памірське озеро Вікторія».
За російсько-британською угодою 1895 року по озеру пройшов кордон між Російською імперією та Афганістаном.
В радянські часи стала вживатись назва «Зоркуль» (таджицькою мовою «велике озеро»). 
Озеро Зоркуль є кандидатом на включення до Світової спадщини ЮНЕСКО.